# Odkryj Polskę (seria monet)
Odkryj Polskę – seria monet obiegowych z wizerunkiem okolicznościowym o nominale 5 złotych emitowana przez Narodowy Bank Polski, zainaugurowana 22 maja 2014 r. pięciozłotówką „25 lat wolności”. Tematyka serii obejmuje ważne dla Polski rocznice lub wydarzenia, albo miejsca istotne z punktu widzenia polskiej kultury, nauki czy tradycji. Monety bite są w standardzie metrologicznym obiegowych pięciozłotówek.
Seria jest następczynią emitowanych w latach 1995–2014 okolicznościowych monet 2-złotowych.

## Parametry serii
Wszystkie monety bite są stemplem zwykłym, na bimetalicznych krążkach o masie 6,54 grama i średnicy 24 mm, z brzegiem (bokiem, rantem) moletowanym nieregularnie, na którym wybito dodatkowo ośmiokrotnie powtórzony napis „NBP”, co drugi odwrócony o 180 stopni, rozdzielony gwiazdkami. Zewnętrzny pierścień bimetalicznego krążka wykonany jest z miedzioniklu (MN25), wewnętrzny rdzeń – z brązalu (CuAl6Ni2).
Na awersie w centralnej części umieszczono godło Rzeczypospolitej Polskiej – ukoronowanego orła, pod nim data roczna, pod prawą łapą orła litery „M W” – znak Mennicy Polskiej, dookoła otokowy napis: „RZECZPOSPOLITA POLSKA • 5 ZŁOTYCH •”.
Rysunek rewersu związany jest z tematyką konkretnej emisji.

## Lista monet
| Lp. | Rok emisji | Temat                                             | Wprowadzona do obiegu             | Nakład (szt.)            | Projekt                                                | Zdjęcie     |
| --- | ---------- | ------------------------------------------------- | --------------------------------- | ------------------------ | ------------------------------------------------------ | ----------- |
| 1   | 2014       | 25 lat wolności                                   | 22 maja 2014                      | do 1 500 000             | Dobrochna Surajewska                                   | awersrewers |
| 2   | 2014       | Zamek Królewski w Warszawie                       | 7 listopada 2014                  | do 1 200 000             | Dobrochna Surajewska                                   | awersrewers |
| 3   | 2015       | Kanał Bydgoski                                    | 22 maja 2015                      | do 1 200 000             | Dobrochna Surajewska                                   | awersrewers |
| 4   | 2015       | Ratusz w Poznaniu                                 | 6 listopada 2015                  | do 1 200 000             | Dobrochna Surajewska                                   | awersrewers |
| 5   | 2016       | Księży Młyn w Łodzi                               | 23 maja 2016                      | do 1 200 000             | Dobrochna Surajewska                                   | awersrewers |
| 6   | 2016       | Zamek Książąt Pomorskich w Szczecinie             | 3 listopada 2016                  | do 1 200 000             | Dobrochna Surajewska                                   | awersrewers |
| 7   | 2017       | Kaplica Trójcy Świętej na Zamku Lubelskim         | 22 maja 2017                      | do 1 200 000             | Dobrochna Surajewska                                   | awersrewers |
| 8   | 2017       | Centralny Okręg Przemysłowy                       | 15 listopada 2017                 | do 1 200 000             | Dobrochna Surajewska (awers) Grzegorz Pfeifer (rewers) | awersrewers |
| 9   | 2019       | Zabytki Fromborka                                 | 22 maja 2019                      | do 1 200 000             | Dobrochna Surajewska                                   | awersrewers |
| 10  | 2019       | Kopiec Wyzwolenia                                 | 7 listopada 2019                  | do 1 200 000             | Dobrochna Surajewska (awers) Grzegorz Pfeifer (rewers) | awersrewers |
| 11  | 2020       | Kościół Mariacki w Krakowie                       | 22 maja 2020                      | do 1 200 000             | Dobrochna Surajewska                                   | awersrewers |
| 12  | 2020       | Pałac Branickich w Białymstoku                    | 18 listopada 2020                 | do 1 200 000             | Dobrochna Surajewska                                   | awersrewers |
| 13  | 2021       | Brama Żuraw w Gdańsku                             | 21 maja 2021                      | do 1 000 000             | Dobrochna Surajewska (awers) Paweł Pietras (rewers)    | awersrewers |
| 14  | 2021       | Zamek Książ w Wałbrzychu                          | 18 listopada 2021                 | do 1 000 000             | Dobrochna Surajewska (awers) Paweł Pietras (rewers)    | awersrewers |
| 15  | 2022       | Zamek w Mosznej                                   | 23 maja 2022                      | do 1 000 000             | Dobrochna Surajewska (awers) Paweł Pietras (rewers)    | awersrewers |
| 16  | 2022       | Klasztor pobenedyktyński na Świętym Krzyżu        | 24 listopada 2022                 | do 1 000 000             | Dobrochna Surajewska (awers) Paweł Pietras (rewers)    | awersrewers |
| 17  | 2023       | Kanał Żeglugowy przez Mierzeję Wiślaną            | 22 maja 2023                      | do 1 000 000             | Dobrochna Surajewska (awers) Paweł Pietras (rewers)    | awersrewers |
| 18  | 2023       | Gościkowo-Paradyż – pocysterski zespół klasztorny | 8 listopada 2023                  | do 1 000 000             | Dobrochna Surajewska (awers) Paweł Pietras (rewers)    | awersrewers |
| 19  | 2024       | Opactwo Benedyktynów w Tyńcu                      | 22 maja 2024                      | do 1 000 000             | Dobrochna Surajewska (awers) Paweł Pietras (rewers)    | awersrewers |
| 20  | 2024       | Zamek w Łańcucie                                  | 7 listopada 2024                  | do 1 000 000             | Dobrochna Surajewska (awers) Paweł Pietras (rewers)    | awersrewers |
| 21  | 2025       | Tykocin                                           | 22 maja 2025                      | do 1 000 000             | Dobrochna Surajewska                                   | awersrewers |
| 22  | 2025       | Ratusz w Brzegu                                   | 20 listopada 2025 (zapowiedziana) | do 1 000 000 (planowana) | ?                                                      | ?           |